# Guido Guidi (fotografo)
Guido Guidi (Cesena, 1º gennaio 1941) è un fotografo italiano.
Pioniere della nuova fotografia italiana di paesaggio, il lavoro di Guidi sviluppa discorsi visivi volti a indagare il significato stesso della pratica del guardare.

## Biografia
Nel 1959 si iscrive allo IUAV di Venezia e successivamente al Corso Superiore in Disegno industriale seguendo i corsi di Bruno Zevi, Carlo Scarpa, Luigi Veronesi e Italo Zannier.
Influenzato dal Neorealismo e dall'Arte Concettuale indirizza la propria attenzione sugli spazi marginali e antispettacolari del paesaggio Italiano, registrandoli nelle lastre dalla macchina grande formato 20x25. A partire dal 1980 viene chiamato a partecipare a progetti di ricerca sulla trasformazione della città e del territorio, fra cui l'Archivio dello Spazio della Provincia di Milano (1991), le indagini sull'edilizia pubblica dell'Ina-Casa (1999) e quelle per Atlante Italiano 003 (a cura della Direzione Generale per l'Architettura e l'Arte Contemporanea – DARC, 2003). 
Dal 1989 ha insegnato storia e tecnica della fotografia presso l'Accademia di Belle Arti di Ravenna. 
Negli anni Novanta è ideatore, assieme a Paolo Costantini e William Guerrieri, di Linea di Confine per la Fotografia Contemporanea. Fra il 1993 e il 1996 documenta la nuova urbanizzazione sviluppatasi dopo la caduta del Muro di Berlino lungo il tracciato dell'antico asse viario tra la Russia e Santiago di Compostela, pubblicando questa ricerca nel 2003 in un libro dal titolo In Between Cities. Allo stesso tempo indaga la vita e la morte del Movimento Moderno sviluppando progetti sulle opere di Carlo Scarpa, Ludwig Mies van der Rohe e Le Corbusier, promossi e pubblicati dal Canadian Center of Architecture (CCA) di Montréal. Espone nelle principali rassegne e musei italiani e internazionali – tra cui il Fotomuseum di Winterthur, il Guggenheim, il Withney Museum di New York, il Centre Pompidou di Parigi e la Biennale di Venezia. 
Particolarmente significativo il suo impegno nell'ambito della didattica: dal 1986 viene invitato a tenere laboratori, lezioni e seminari in diverse università italiane, fra cui lo IUAV di Venezia, il Politecnico di Milano, le Facoltà di Lettere e Filosofia delle Università di Venezia, di Lecce, di Bari e della Cattolica di Milano, e in diverse istituzioni pubbliche e private italiane.

## Pubblicazioni (selezione)
- Guido Guidi. Col tempo, 1956 – 2024 (Mack, London 2024) ISBN 978-1-917651-10-3.
- Lunario, 1968-1999 (Mack, London 2020) ISBN 978-1-912339-67-9.
- In Veneto, 1984-89 (Mack, London 2019) ISBN 978-1-912339-62-4.
- In Sardegna (Mack, London & Museo MAN, Nuoro 2019) ISBN 978-1-912339-40-2.
- Per Strada (Mack, London 2018) ISBN 978-1-912339-17-4.
- Dietro Casa (TBW Books, Oakland 2018) ISBN 978-1-942953-33-3.
- Le Corbusier - 5 Architectures (Kehrer Verlag, Heidelberg 2018) ISBN 978-3-86828-833-9.
- Appuntamento a Firenze (Walther König, Köln 2018) ISBN 978-3-96098-280-7.
- Verum Ipsum (Skinnerboox 2017) ISBN 9788894895018.
- Guardando a Est / Looking East (Walther König, Köln & Linea di Confine, Rubiera 2015) ISBN 978-88-88382-22-7.
- Monte Grappa 1985-1988 (Osservatorio Fotografico, Ravenna 2014) ISBN 8890499885
- Veramente (Mack, London 2014) ISBN 9781907946608.
- Preganziol 1983 (Mack, London 2013).
- Cinque paesaggi, 1983-1993 (Postcart / ICCD, Roma 2013).
- A Seneghe, Mariangela Gualtieri e Guido Guidi (Perda Sonadora Imprentas, Seneghe 2012).
- La figura dell’Orante. Appunti per una lezione (Edizioni del bradipo, Lugo 2012).
- A New Map of Italy (Loosestrife Editions, Washington 2011) ISBN 0-9753120-4-9.
- Guido Guidi. Carlo Scarpa’s Tomba Brion (Hatje Cantz, Ostfildern 2011) ISBN 3775726241.
- Fiume (Fantombooks, Milano 2010).
- Due Giorni, Cavallino-Treporti (Cavallino-Treporti Fotografie 2010).
- Vol. I, Guido Guidi e Vitaliano Trevisan (Electa, Milano 2006).
- Bunker. Along the atlantic wall (Electa, Milano 2006).
- Guido Guidi. PK TAV 139+500 (Linea di Confine, Rubiera 2006) http://www.lineadiconfine.org/?p=pub&v=tav-guidi.
- Guido Guidi. 1969-2004 (San Fedele Arte, Milano 2004).
- Atri 05.03 (Linea di Confine, Rubiera 2003).
- Le Corbusier, Scritti, a cura di Rosa Tamborrino (Einaudi, Milano 2003).
- In Between Cities. Un itinerario attraverso l’Europa 1993/1996 (Electa, Milano 2003)
- Strada ovest 04.02 (Linea di Confine, Rubiera 2002).
- Mies in America, a cura di Phyllis Lambert (CCA / Whitney Museum of American Art, New York 2001).
- SS9. Itinerari lungo la via Emilia (Linea di Confine, Rubiera 2000).
- Carlo Scarpa, Architect: Intervening with History, a cura di Nicholas Olsberg (CCA / Monacelli Press, New York 1999).
- Varianti (Art&, Udine 1995).
- Rimini Nord (Musei comunali, Rimini 1992).
- Laboratorio di fotografia 1 (Linea di Confine, Rubiera 1989).
- Guido Guidi (Galleria dell'immagine, Rimini 1983).

## Collezioni
- Musée d'art moderne de la ville de Paris (F)
- Bibliothèque Nationale, Paris (F)
- National Gallery of Aesthetic Arts, Beijing (CHI)
- Centre Georges Pompidou, Paris (F)
- SFMOMA San Francisco Museum of Modern Art, San Francisco[6]
- Calcografia Nazionale, Roma (I)
- CCA — Centre Canadien d'Architecture, Canadian Centre for Architecture, Montreal (CDN)
- Centro Internazionale di Studi di Architettura Andrea Palladio, Vicenza (I)
- CSAC — Centro Studi e Archivio della Comunicazione dell’Università di Parma (I)
- CRAF — Centro di Ricerca e Archiviazione della Fotografia, Lestans, Pordenone (I)
- Fondazione Malvina Menegaz per le Arti e le Culture, Castelbasso, Teramo (I)
- Fondazione Sandretto Re Rebaudengo, Torino (I)
- Fondation A Stichting, Bruxelles (B)
- Fotomuseum, Winterthur (CH)
- Linea di Confine per la Fotografia Contemporanea, Rubiera, Reggio Emilia (I)
- MAXXI — Museo Nazionale delle Arti del XXI Secolo. Roma (I)
- Museo d’Arte Moderna, Gibellina, Trapani (I)
- Museo di Fotografia Contemporanea, Cinisello Balsamo, Milano (I)
- ICCD — Istituto Centrale per il Catalogo e la Documentazione, Roma (I)

## Mostre (selezione)
- 2024: Col tempo, 1956-2024, MAXXI, Roma[7]
- 2014: Veramente, Fondation Henri Cartier-Bresson, Parigi[8].